# Contea di Jomda
Jomda (江達縣T; 江达县S; Jiāngdá XiànP) è una contea cinese della prefettura di Qamdo nella Regione Autonoma del Tibet. Il capoluogo è la città di Jomda. Nel 1999 la contea contava 62 485 abitanti per una superficie totale di 13200 km².
È situata nelle montagne nei pressi del fiume Jinsha, sul corso superiore del fiume Yangtze. Le precipitazioni annue sono in media 548,5 millimetri. Ci vivono soprattutto agricoltori e allevatori. Si coltivano orzo, sorgo e colza e si allevano yak, bovini, pecore e cavalli.

## Geografia antropica

### Centri abitati
- Jomda (comune)
- Gamtog (comune)
- Qongkor (villaggio)
- Übai (villaggio)
- Kargang (villaggio)
- Sibda (villaggio)
- Nyaxi (villaggio)
- Zigar (villaggio)
- Qu'nyido (villaggio)
- Woinbodoi (villaggio)
- Dêrdoin (villaggio)
- Dongpu (villaggio)
- Bolo (villaggio)